# NGC 2451

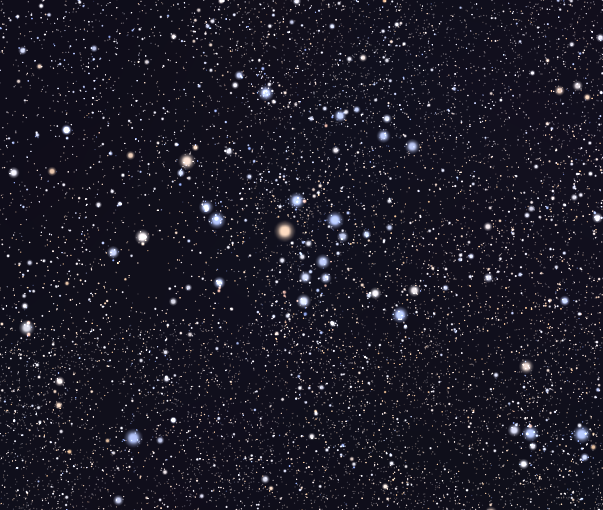

NGC 2451은 고물자리 별자리에 위치한 산개성단으로, 1654년 이전에 조반니 바티스타 호디에르나(Giovanni Battista Hodierna)와 1835년에 존 허셜(John Herschel)에 의해 발견되었다.
1994년에는 이것이 실제로는 시각선 상에서 위치한 두 개의 성단임이 제안되었었다. 하지만 역시 기각 당하며 묻힐줄 알았지만, 1996년에 맞다는 것이 확인되며 NGC 2451은 A와 B로 나누어 분류 된다
NGC 2451은 A와 B로 나누어진 성단이며 이 두 성단은 각각 NGC 2451 A와 NGC 2451 B로 레이블이 지정되었으며, 이들은 각각 600 광년과 1,200 광년 거리에 위치해 있다.